# Wang Qishan
Wang Qíshan, in cinese: 王岐山 (Qingdao, 19 luglio 1948), è un politico cinese, dal marzo 2018 Vicepresidente della Repubblica Popolare Cinese.  Tra il 2012 e il 2017, Wang è stato Segretario della Commissione centrale per la Disciplina, membro dell'agenzia anticorruzione del Partito Comunista, membro del Comitato permanente dell'ufficio politico, il più alto livello decisionale della Cina. È stato sostenitore della campagna anti-corruzione condotta dal Segretario generale Xi Jinping sin dal 2013.
Wang è considerato uno dei più stretti alleati politici di Xi Jinping.

## Biografia
Wang Qishan è nato a Qingdao, nello Shandong. Dopo il diploma di scuola superiore, ha lavorato in campagna, svolgendo lavori manuali con i contadini in una comune nel cuore rivoluzionario di Yan'an, dove ha incontrato e fatto amicizia con Xi Jinping. Nel 1973, Wang fu ammesso come "studente lavoratore-contadino-soldato" alla Northwest University di Xi'an, dove studiò storia e si laureò nel 1976. 
Wang ha incontrato Yao Mingshan (姚明珊), la figlia di Yao Yilin (dal 1979 vice premier del Paese) a Yan'an e in seguito i due si sono sposati. 
Dopo la laurea, Wang ha lavorato presso l'Accademia cinese delle scienze sociali, facendo ricerche sulla storia della tarda età imperiale cinese (dal 1800 in poi) e sulla storia dell'era repubblicana (1912-1949). 
Nel 1982, Yao Yilin divenne un membro supplente del Segretariato centrale e Wang fu elevato all'ufficio del Segretariato per la ricerca sulla politica rurale. Questo fatto ha segnato l'inizio della carriera politica di Wang.
Dal 1982 al 1988, Wang ha ricoperto vari incarichi politici. Poi è entrato nel mondo della finanza: nel 1988, Wang è stato trasferito per diventare amministratore delegato dell'Agricultural Investment Trust of China. Un anno dopo è diventato Vice Governatore presso China Construction Bank. Wang è diventato governatore della China Construction Bank nel 1994 e lo è stato fino al 1997. Durante questo periodo, Wang ha facilitato la cooperazione con la banca di investimento statunitense Morgan Stanley, ed è stato determinante nella fondazione della prima banca di investimento cinese, la China International Capital Corp (CICC), di cui è stato il primo presidente esecutivo. 
Nel 1997, Wang è stato trasferito nel Guangdong per diventare il suo vice governatore esecutivo, uno dei posti più alti nel governo provinciale. Al culmine della crisi finanziaria asiatica, Wang ha assistito l'allora segretario del Partito del Guangdong, Li Changchun, nella gestione dei prestiti in sofferenza di varie imprese statali nella provincia. Da allora, Wang ha sviluppato la reputazione di essere uno "specialista finanziario" nel gabinetto del primo ministro Zhu Rongji. Successivamente, Wang è stato il capo dell'ufficio generale della Commissione statale per la riforma strutturale economica (国家 经济 体制改革 委员会).

### Sindaco di Pechino
Dopo essere stato solo per cinque mesi segretario del partito ad Hainan, Wang è subentrato al sindaco di Pechino caduto in disgrazia, Meng Xuenong, quando la SARS, la pandemia, ha colpito la città nella primavera del 2003. A Pechino, Wang ha adottato un approccio aperto nell'informare la gente sulla SARS. In contrasto con la mancanza di trasparenza durante l'amministrazione del suo predecessore, Wang ha chiesto un comunicato stampa quotidiano sui dati della pandemia. 
Wang è stato confermato sindaco di Pechino all'inizio del 2004. Come sindaco, Wang è stato anche presidente esecutivo del Comitato organizzatore di Pechino per i giochi olimpici (BOCOG). Nel marzo 2005, durante un programma radiofonico locale, Wang si è scusato in diretta con il pubblico di Pechino per la continua carenza di gas naturale nella città. L'azione ha ricevuto elogi dai media e si dice che abbia ridotto la distanza percepita tra i funzionari del governo e il pubblico. Wang era noto per essere franco e responsabile. 

### Vice Premier del Consiglio di Stato

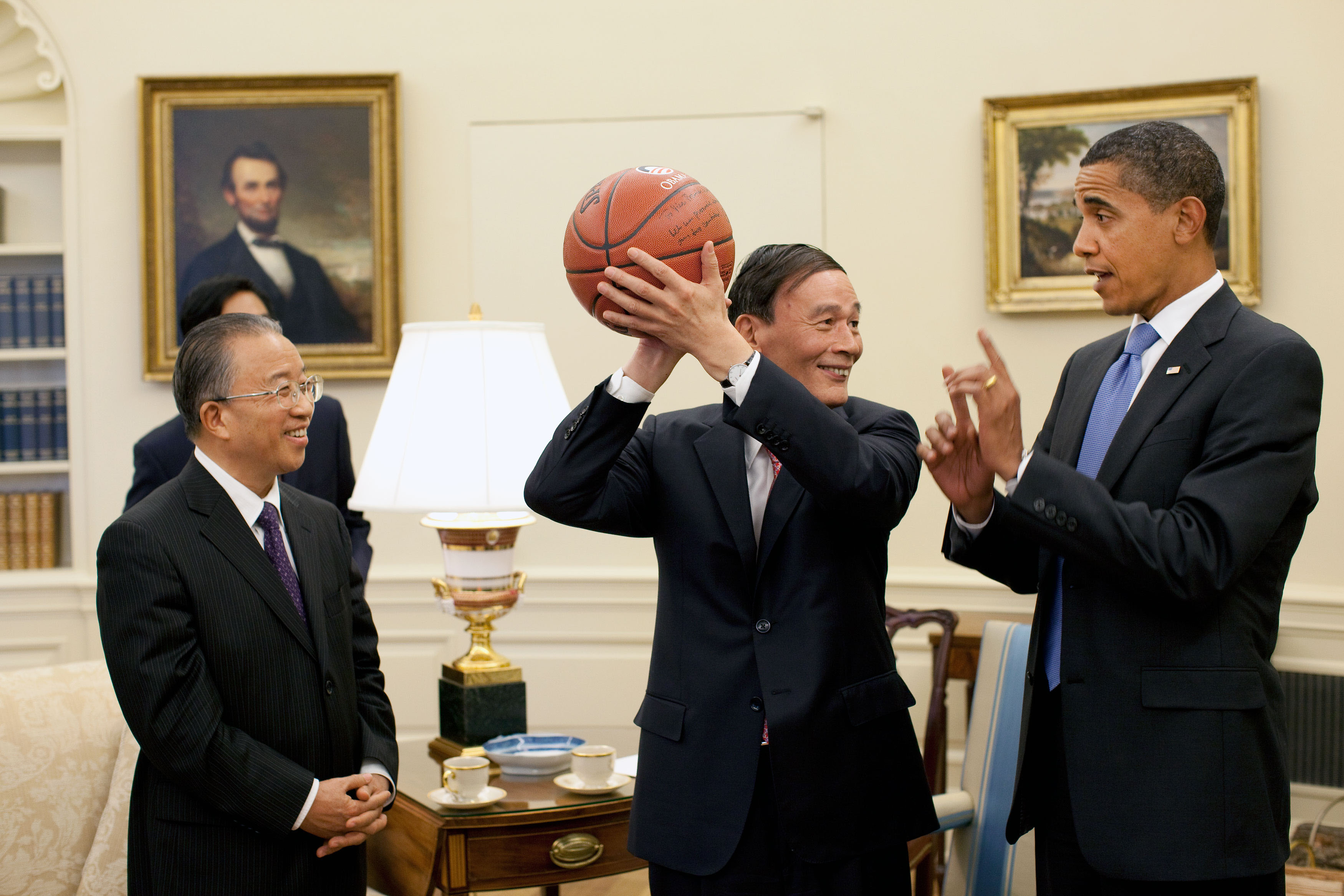
Wang Qishan e l'ex consigliere di stato Dai Bingguo tengono una palla di basket nell'Ufficio Ovale con il Presidente degli Stati Uniti Barack Obama (2009)

Nel 2007 è diventato membro del 17° Comitato Centrale e del 17° Politburo del Partito Comunista Cinese; nel 2008 è stato nominato Vice Premier del Consiglio di Stato, responsabile delle finanze e del commercio. Nel 2009, Wang è stato nominato dal presidente Hu Jintao come suo rappresentante speciale per presiedere il percorso economico del dialogo strategico ed economico USA-Cina. Nel 2009 Wang è stato nominato come una delle persone più influenti al mondo nell'elenco Time 100 del 2009.

## Vita privata
Wang è sposato con Yao Mingshan, figlia dell'ex primo vice premier cinese  Yao Yilin; Wang non ha figli.
La sorella di Yao Mingshan è Yao Mingduan, sposata con Yao Mingduan, l'ex sindaco di Pechino, ex governatore dello Shanxi ed ex membro del Comitato permanente del Comitato nazionale della Conferenza consultiva politica del popolo cinese. 
Il segretario al Tesoro americano Henry Paulson ha detto che Wang è "deciso e curioso" e "uno storico avido, gli piacciono i dibattiti filosofici e ha un senso dell'umorismo quasi malvagio". Paulson scrive: "È un patriota cinese, ma capisce gli Stati Uniti e sa che ciascuno dei nostri due paesi beneficia del successo economico dell'altro. Ed è coraggioso: affronta le sfide, fa cose che non sono mai state fatte prima e ci riesce. Wang ha gestito la più grande ristrutturazione fallimentare nella storia della Cina nel 1998, prevenendo così una crisi bancaria che avrebbe potuto paralizzare la crescita del Paese".
Wang è un fan del programma televisivo americano "House of Cards".